# Rafael Chimishkyan
Rafael Chimishkyan (n. 23 martie 1929, Tbilisi, Republica Sovietică Federală Socialistă Transcaucaziană, URSS – d. 25 septembrie 2022) a fost un halterofil ce a reprezentat Uniunea Republicilor Sovietice Socialiste, medaliat olimpic. A participat la o ediție a Jocurilor Olimpice (1952) în care a câștigat o medalie de aur.

## Participări
Lista de mai jos prezintă principalele competiții la care a participat Rafael Chimishkyan de-a lungul carierei.
- weightlifting at the 1952 Summer Olympics – men's 60 kg[*]